# 하야마 고
하야마 고(일본어: 端山 豪, 1993년 4월 9일 ~ )는 일본의 전 축구 선수이다.

## 구단 경력
그는 2013년부터 2019년까지 J리그의 도쿄 베르디, 알비렉스 니가타, 도치기 SC, FC 마치다 젤비아에서 활동하였다.